# Evening Standard British Film Award/Bestes Drehbuch
Evening Standard British Film Award: Bestes Drehbuch
Gewinner des Evening Standard British Film Awards in der Kategorie Bestes Drehbuch (Best Screenplay). Der britische Filmpreis kürt die besten landeseigenen Filmproduktionen und Filmschaffenden des vergangenen Kalenderjahres und wird in der Regel Anfang Februar vergeben.
Im Gegensatz zu bekannteren Veranstaltungen wie der Oscar- oder BAFTA-Award-Verleihung wird nicht zwischen der Prämierung von adaptieren Stoffen (bisher 14 Auszeichnungen) und Originaldrehbüchern (15 Auszeichnungen) unterschieden. Am erfolgreichsten in dieser Kategorie war Alan Bennett, der den Preis bisher dreimal gewinnen konnten, gefolgt von Neil Jordan und Richard Curtis mit je zwei Siegen. Dreimal (1982, 1997, 2000) stimmte der Preisträger mit dem späteren Oscar-Gewinner überein.
| Jahr | Preisträger                                                     | Filmtitel                           | Deutscher Verleihtitel                                              |
| 1982 | Colin Welland                                                   | Chariots of Fire                    | Die Stunde des Siegers                                              |
| 1983 | John Krish                                                      | Friend or Foe                       | Freund oder Feind                                                   |
| 1984 | Ian McEwan                                                      | The Ploughman’s Lunch               | nicht bekannt                                                       |
| 1985 | Bernard MacLaverty                                              | Cal                                 | Cal                                                                 |
| 1986 | Alan Bennett Malcolm Mowbray                                    | A Private Function                  | Magere Zeiten – Der Film mit dem Schwein                            |
| 1987 | Robert Bolt                                                     | The Mission                         | Mission                                                             |
| 1988 | Alan Bennett                                                    | Prick Up Your Ears                  | Das stürmische Leben des Joe Orton                                  |
| 1989 | Bruce Robinson                                                  | Withnail & I                        | Withnail & I                                                        |
| 1990 | Willy Russell                                                   | Shirley Valentine                   | Shirley Valentine – Auf Wiedersehen, mein lieber Mann               |
| 1991 | Michael Eaton                                                   | Fellow Traveller                    | Schatten des Verrats                                                |
| 1992 | Neil Jordan                                                     | The Miracle                         | Miracle – Ein geheimnisvoller Sommer                                |
| 1993 | Terence Davies                                                  | The Long Day Closes                 | Am Ende eines langen Tages                                          |
| 1994 | Jim Allen                                                       | Raining Stones                      | Raining Stones                                                      |
| 1995 | Richard Curtis                                                  | Four Weddings and a Funeral         | Vier Hochzeiten und ein Todesfall                                   |
| 1996 | Alan Bennett                                                    | The Madness of King George          | King George – Ein Königreich für mehr Verstand                      |
| 1997 | John Hodge                                                      | Trainspotting                       | Trainspotting – Neue Helden                                         |
| 1997 | Emma Thompson                                                   | Sense and Sensibility               | Sinn und Sinnlichkeit                                               |
| 1998 | Jeremy Brock                                                    | Mrs Brown                           | Ihre Majestät Mrs. Brown                                            |
| 1999 | Eileen Atkins                                                   | Mrs Dalloway                        | Mrs. Dalloway                                                       |
| 2000 | Tom Stoppard                                                    | Shakespeare in Love                 | Shakespeare in Love                                                 |
| 2001 | Neil Jordan                                                     | The End of the Affair               | Das Ende einer Affäre                                               |
| 2002 | Richard Curtis Andrew Davies Helen Fielding                     | Bridget Jones’s Diary               | Bridget Jones – Schokolade zum Frühstück                            |
| 2003 | Tom Hunsinger Neil Hunter                                       | Lawless Heart                       | Das Herz kennt kein Gesetz                                          |
| 2004 | Eric Weiss Gregor Jordan Nora Maccoby                           | Buffalo Soldiers                    | Army Go Home!                                                       |
| 2005 | Pawel Pawlikowski                                               | My Summer of Love                   | My Summer of Love                                                   |
| 2006 | Mark O’Halloran                                                 | Adam & Paul                         | nicht bekannt                                                       |
| 2007 | Peter Morgan                                                    | The Last King of Scotland The Queen | Der letzte König von Schottland – In den Fängen der Macht Die Queen |
| 2008 | Matt Greenhalgh                                                 | Control                             | Control                                                             |
| 2009 | Martin McDonagh                                                 | In Bruges                           | Brügge sehen… und sterben?                                          |
| 2010 | Jesse Armstrong / Simon Blackwell Armando Iannucci / Tony Roche | In the Loop                         | Kabinett außer Kontrolle                                            |
| 2011 | Clio Barnard                                                    | The Arbor                           | nicht bekannt                                                       |
| 2012 | Andrew Haigh                                                    | Weekend                             | Weekend                                                             |
| 2013 | Malcolm Campbell                                                | What Richard Did                    | nicht bekannt                                                       |
| 2016 | Emma Donoghue                                                   | Room                                | Raum                                                                |
| 2017 | Guy Hibbert                                                     | Eye in the Sky                      | Eye in the Sky                                                      |
| 2018 | nicht vergeben                                                  | nicht vergeben                      | nicht vergeben                                                      |